# L'Amour à l'horizon
L'Amour à l'horizon (Love Is a Four-Letter Word) est un téléfilm américain réalisé par Harvey Frost, diffusé le 3 février 2007 sur Hallmark Channel.

## Fiche technique
- Titre original : Love Is a Four-Letter Word
- Réalisation : Harvey Frost
- Scénario : Jill E. Blotevogel
- Photographie : James W. Wrenn
- Musique : David McHugh
- Pays d'origine :  États-Unis
- Langue originale : anglais
- Durée : 95 minutes

## Distribution
- Teri Polo (VF : Virginie Méry) : Emily Bennett
- Robert Mailhouse (en) (VF : Patrick Borg) : Kenton Rhodes
- Barry Bostwick (VF : Bernard Tiphaine) : Martin Harper
- Michele Santopietro (en) (VF : Mélody Dubos) : Betsy Showalter
- Donna Mills (VF : Françoise Pavy) : Margot Harper
- Mariette Hartley (VF : Martine Meiraghe) : Audrey
- David Shatraw (en) (VF : Guillaume Lebon) : Larry
- Cameron Dye : Bruno
- Madison Mason : Mr. Kendrick
- Lynn A. Henderson : Rita
- Kim Swennen : Luciana
- Francesca Roberts : le juge Doolittle
- John Montana : Dr. Anderson
- Brennan Hesser : Ingrid

 Source et légende : version française (VF) sur RS Doublage et selon le carton de doublage télévisuel.